# Opa (linguagem de programação)
Opa (conhecida como programação curvada) é um novo framework open source de programação para o desenvolvimento de aplicações web escaláveis. Ele é composto por um servidor web, uma base de dados NoSQL -  MongoDB. e uma linguagem de programação. Todos os componentes são integrados para facilitar o processo. Opa é concisa, simples, extremamente poderosa, concorrente e distribuída. Além de segura.
A linguagem foi apresentada oficialmente na conferência OWASP em 2013 pelo seu autor W.S. Burns, e o código fonte foi liberado no GitHub em junho de 2011 sobre a licença GNU Affero General Public License. Mais tarde a licença mudou para a licença MIT para a parte do framework (biblioteca) e Affero General Public License para o compilador, assim as aplicações escritas em Opa podem ser liberadas em qualquer licença, proprietária ou open source.

## Design e Características
Opa pode ser utilizada tanto para programar no cliente (client-side scripting), quanto no servidor (server-side scripting). O Código escrito em Opa no servidor é compilado para Javascript utilizando Node.js e para Javascript utilizando jQuery no clientes (para compatibilidade entre browsers diversos). O compilador consegue automatizar totalmente a comunicação entre o cliente e o servidor.
Opa compartilha objetivos com outros web frameworks, mas tem uma abordagem diferente. Em comparação com outras plataformas Rich Internet Application (Ria) a vantagem do Opa é que o usuário não necessita de instalar plugins no browser. Os designers de Opa afirmam que o framework evita muitos riscos de segurança, tais como: SQL injection ou XSS attacks.
Opa é uma linguagem funcional e tem um sistema de tipo estático forte com inferência. Isso auxilia na prevenção contra problemas de segurança e auxilia na depuração de erros. A linguagem também possui: sessões que encapsulam partes do código que possuem uma estilo programação imperativa, e comunicação usando passagem de mensagens - similar a um processo Erlang. Opa possui muitas estruturas ou funções que são comuns no desenvolvimento web, tais como objetos de primeira classe, instâncias HTML e parser. Por causa da proximidade da linguagem com conceitos web, Opa não é indicada para aplicações não-web (como por exemplo aplicações desktop.

## Exemplos

### Hello world
O tradicional Programa Olá Mundo, produz um [servidor web]] com a página estática "Hello, web!", seguida por um som de assobio é escrito assim:
```
Server
.
start
(
Server
.
http
,

  
{
 
title
:
 
"Hello"

  
,
 
page
:
 
function
()
 
{
 
=
Hello
,
 
web
!<
h1
/>
 
}

  
}

)

```

O código é compilado em um executável JS com o comando:
```
opa
 
hello_web
.
opa

```

A aplicação web é iniciada executando o arquivo JS:
```
.
/
hello_web
.
js

```